# 옷 갈아입기 카메라
옷 갈아입기 카메라는 도라에몽에 가끔 등장하는 도라에몽의 도구이다.

## 개요
가끔씩 등장하는 것을 볼 수 있지만, 대나무 헬리콥터나 어디로든 문처럼 매우 자주 등장하는 편은 아니다.

## 능력
별 어려움 없이 원하는 디자인의 옷을 입을 수 있다.

## 사용법

### 다루는 방법
먼저 종이에 원하는 옷을 그린 뒤에 카메라에 삽입한다. 그리고 옷을 입고자하는 사람에게 초점을 맞추고 촬영버튼을 누른다. 그러면 종이에 그려진 옷을 입게 된다.

### 주의사항
종이에 아무것도 그리지 않고 카메라에 삽입하면 알몸 처리된다.